# Bingerville (underprefektur)
Bingerville är en underprefektur i Elfenbenskusten. Den ligger i departementet Abidjan, i den sydöstra delen av landet, 210 km sydost om huvudstaden Yamoussoukro.